# Quỹ Văn hóa Quốc gia Ba Lan
Quỹ Văn hóa Quốc gia (tiếng Ba Lan: Fundusz Kultury Narodowej, FKN) là một quỹ trực thuộc nhà nước Ba Lan có trụ sở tại Warsaw, hoạt động tại Cộng hòa Ba Lan thứ hai, giữa năm 1928-1939 và sau đó trong cuộc chiến với sự hỗ trợ của chính phủ Ba Lan lưu vong.
Quỹ trực thuộc Bộ Nội vụ và sau đó là Bộ Tôn giáo và Giáo dục Công cộng.

## Lịch sử
Quỹ văn hóa quốc gia được thành lập vào năm 1928. Nó được nhà nước trợ cấp và được hỗ trợ bởi sự đóng góp của các cá nhân và các tổ chức tư nhân.
Nhiệm vụ của Quỹ là hỗ trợ các doanh nghiệp khoa học và nghệ thuật ở Ba Lan thông qua: trợ cấp và học bổng cho từng cá nhân, trợ cấp cho nhà xuất bản và trợ cấp cho các tổ chức khoa học và nghệ thuật. Đối với những người thụ hưởng, họ có được trợ cấp để thực hiện các dự án khoa học và nghiên cứu cụ thể, là Học viện Học tập Ba Lan.
Quỹ văn hóa quốc gia được lãnh đạo bởi một ủy ban do Thủ tướng Ba Lan chủ trì. Tuy nhiên, quỹ này đã tự quản và có một vài quyền độc lập từ các thể chế chính trị. Các học giả và nghệ sĩ ngồi trong hội đồng và ủy ban của Quỹ. Stanisław Michalski là giám đốc của Quỹ Văn hóa Quốc gia trong suốt tất cả các hoạt động của mình.
Theo Đạo luật ngày 16 tháng 7 năm 1937, Quỹ Văn hóa Quốc gia đã nhận được sự bảo trợ của Józef Piłsudski, thông qua tên của Quỹ Văn hóa Quốc gia Józef Piłsudski.
Sau cuộc xâm lược Ba Lan của Đức, vào tháng 10 năm 1939, Quỹ đã được chính phủ Ba Lan tái hoạt động. Nó đóng một vai trò quan trọng trong việc hỗ trợ các sáng kiến giáo dục, văn hóa và nghiên cứu của Ba Lan trong thời kỳ chiến tranh ở các vùng lãnh thổ do quân Đồng minh kiểm soát.

## Sách tham khảo
- Fundusz Kultury Narodowej (1928–1937): zarys działalności (bằng tiếng Ba Lan). Warszawa: Wydawnictwo Funduszu Kultury Narodowej. 1937.